# Свети Георги (Долна Камила)
„Свети Георги“ (на гръцки: Ιερός Ναός Αγίου Γεωργίου) е православна църква в сярското село Долна Камила (Като Камила), Егейска Македония, Гърция, енорийски храм на Сярската и Нигритска епархия на Вселенската патриаршия.

## История
Църквата е построена в 1957 година на мястото на разрушена по-стара църква. В архитектурно отношение е трикорабна засводена базилика. Осветена е на 3 декември 1967 година от митрополит Константин Серски и Нигритски.
Към енорията принадлежат и църквите „Успение Богородично“ и „Свети Безсребреници“.